# Alexander Michailowitsch Dondukow-Korsakow
Alexander Michailowitsch Dondukow-Korsakow (russisch Алекса́ндр Миха́йлович Дондуко́в-Корса́ков; * 12. September 1820 in Sankt Petersburg; † 15. April 1893 in Polonoje, Ujesd Porchow, Gouvernement Pskow) war Fürst und russischer Staatsmann.

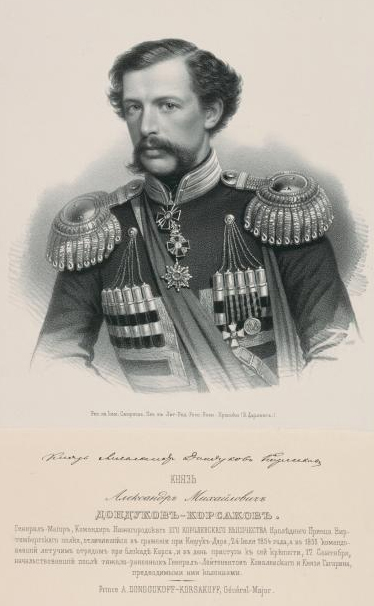
Alexander Dondukow-Korsakow

## Leben
Dondukow-Korsakow war mütterlicherseits Abkömmling eines Kalmückenklans, der sich Peter dem Großen unterwarf; sein Vater war Fürst Michael Dondukow, Vizepräsident der Akademie der Wissenschaften in Sankt Petersburg.
Er trat als Offizier in ein Dragonerregiment ein, zeichnete sich auf einem Feldzug im Kaukasus und 1854–55 im Krimkrieg aus, wurde rasch befördert und zum Generalleutnant und Gouverneur von Kiew ernannt. Er gehörte zu den eifrigsten Mitgliedern der panslawistischen Partei.
Im Russisch-Türkischen Krieg von 1877/78 kommandierte er das XIII. Armeekorps in der Dobrudscha. Nach dem Frieden von San Stefano 1878 und dem Tod von Wladimir Tscherkasski übernahm Dondukow-Korsakow seinen Posten als Leiter der Provisorischen russischen Verwaltung in Bulgarien eine Art Generalgouverneur des neugeschaffenen Fürstentums Bulgarien. In dieser Position wurde er auch für den bulgarischen Fürstenthron in Betracht gezogen. Als auf dem Berliner Kongress das von den Russen gewünschte Großbulgarien wieder beseitigt und in Bulgarien und Ostrumelien geteilt wurde, suchte Dondukow durch großbulgarische Agitationen die Ausführung dieser Bestimmung zu hintertreiben.
Am 16. April 1879 eröffnete er die erste Nationalversammlung des Fürstentums Bulgarien in Tǎrnovo und leitete die Verhandlungen derselben. Seine Wahl zum Fürsten wurde von Zar Alexander II. wegen seiner politischen Haltung nicht genehmigt; er musste sie auf den Prinzen Alexander von Battenberg lenken. Mit dessen Einführung in sein neues Fürstentum im Juli 1879 endete Dondukows Tätigkeit in Bulgarien.
1880 wurde Dondukow zum Generalgouverneur von Charkow, 1881 zum Befehlshaber der Truppen des Odessaer Militärbezirks und zum temporären Generalgouverneur von Odessa, 1882 zum Chef der Zivilverwaltung und Oberbefehlshaber der Truppen im Kaukasus ernannt.